# Harbourfront

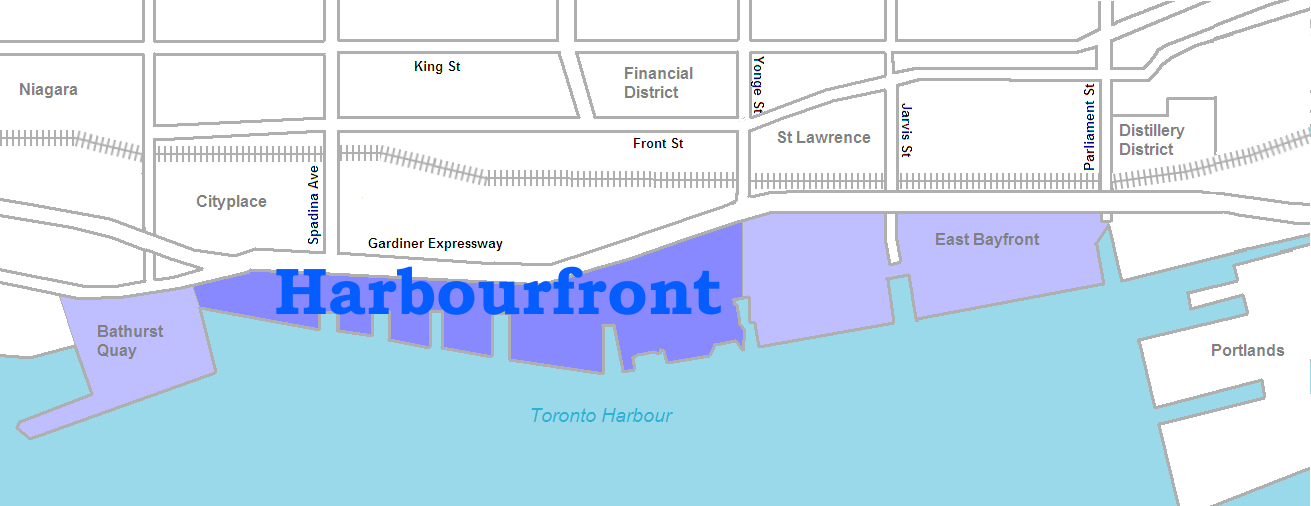
Karte von Harbourfront

Mit Harbourfront wird der Bereich des ehemaligen Hafens von Toronto bezeichnet, der seit den 1980er Jahren mit dem Ziel umgestaltet wird, die Innenstadt an den Ontariosee heranzuführen. Bis dahin befanden sich auf dem Gebiet Bahnanlagen, Lagerflächen und Umschlagplätze und das Seeufer war nicht zugänglich. Heute ist die Harbourfront im Bezirk Old Toronto ein begehrtes Stadtviertel, überwiegend mit Wohnhochhäusern bebaut. Der umgestaltete Hafenbereich erstreckt sich rund 1,5 Kilometer in Ost-West-Richtung zwischen Gardiner Expressway bzw. Lakeshore Boulevard und Seeufer gegenüber den Toronto Islands. Es wird im Osten von der Bathurst Street begrenzt; im Westen erstreckt sich das Viertel bis zur Yonge Street. Hauptverkehrsachse war der Queen’s Quay. Er wurde 2015 zu einer Promenade mit Sitzbänken, Bäumen und breiten Geh- und Fahrradwegen umgebaut.
In renovierten Lagerschuppen befinden sich Restaurants und Kultureinrichtungen; die Quays wurden zu einer beliebten Promenade zusammengefasst und dienen als Marinas. In einem ehemaligen Lagerhaus befindet sich das Queen’s Quay Fähr-Terminal, von dem man zu den Toronto Islands gelangt.

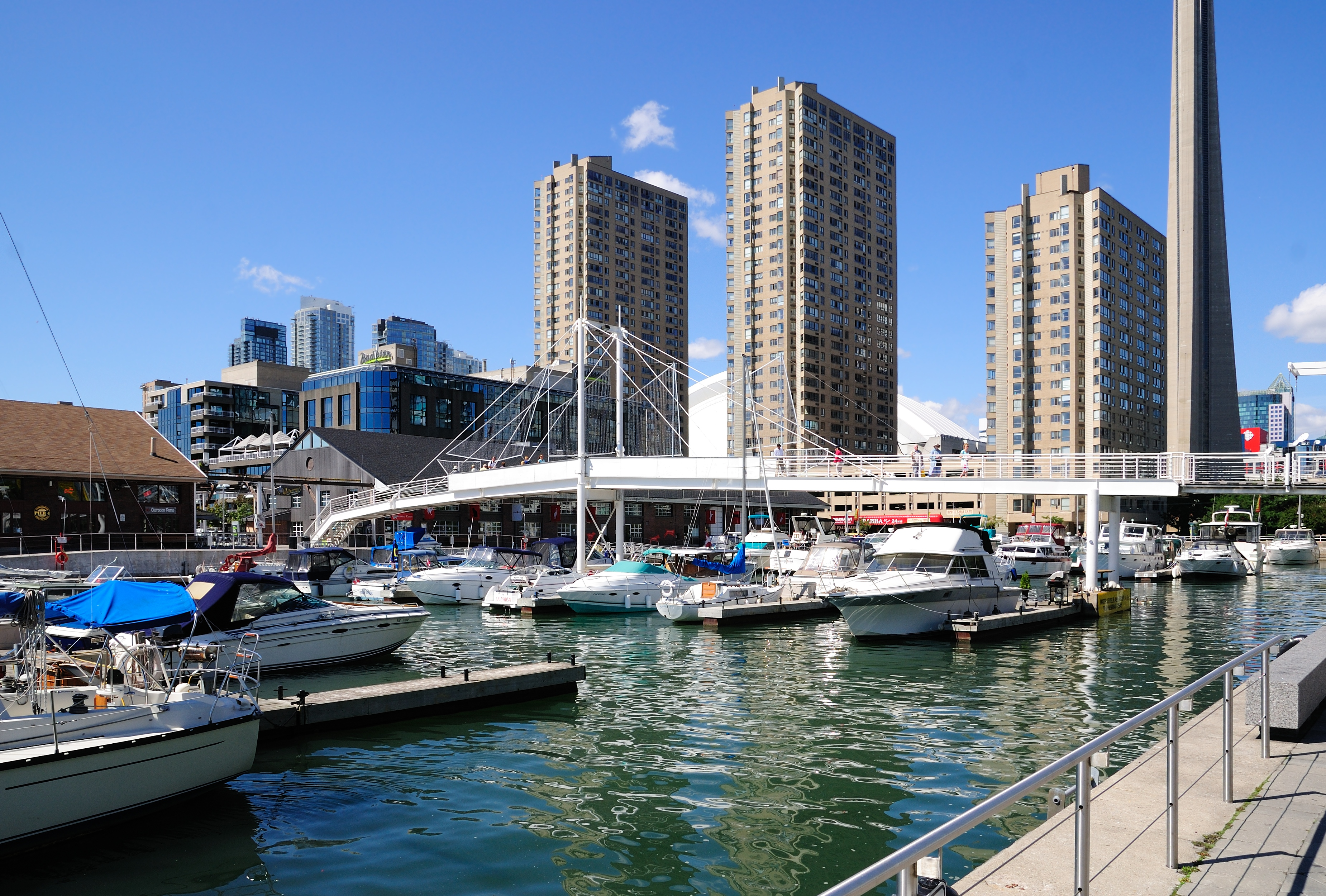
Yachthafen, Amsterdam Bridge
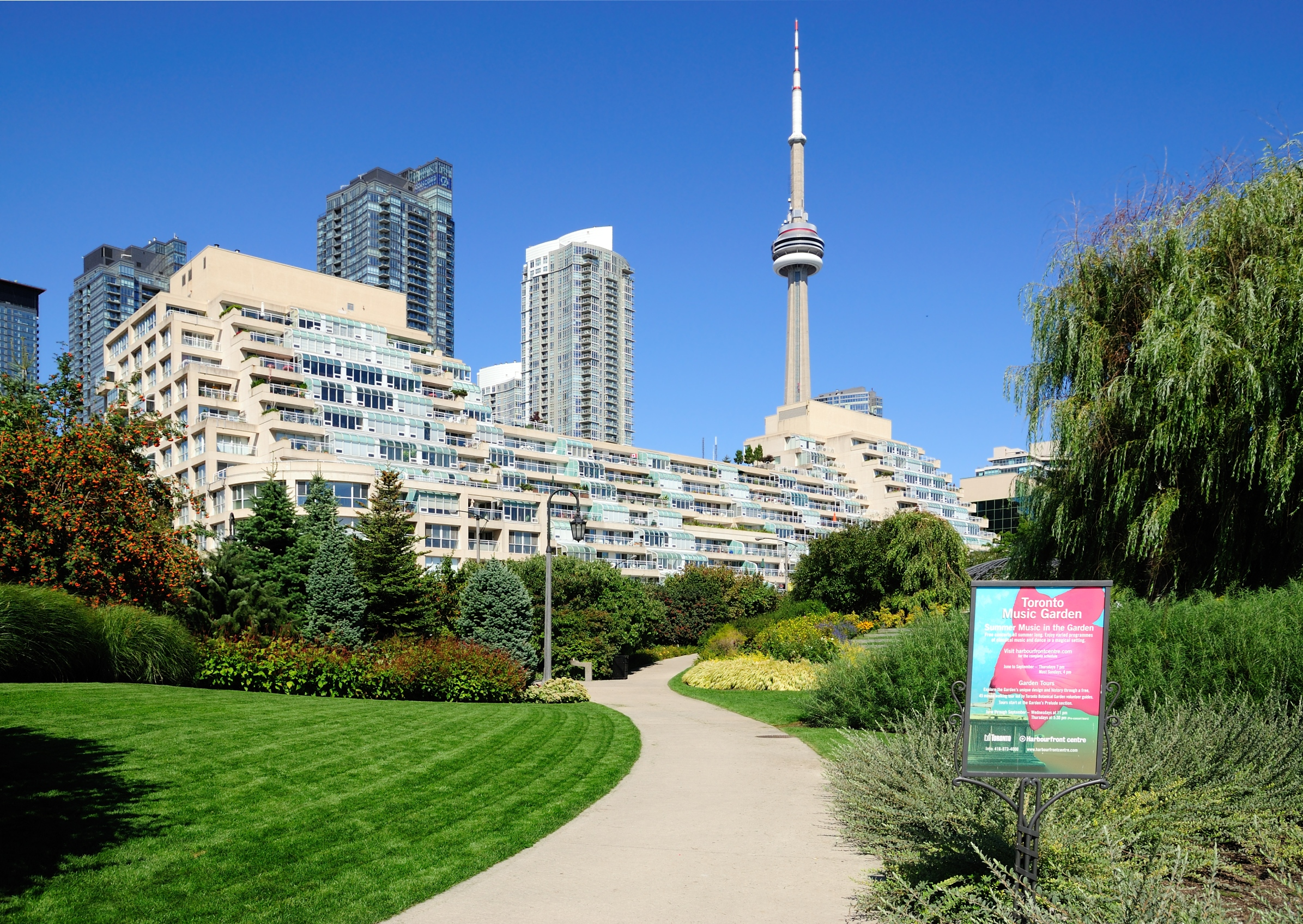
Toronto Music Garden
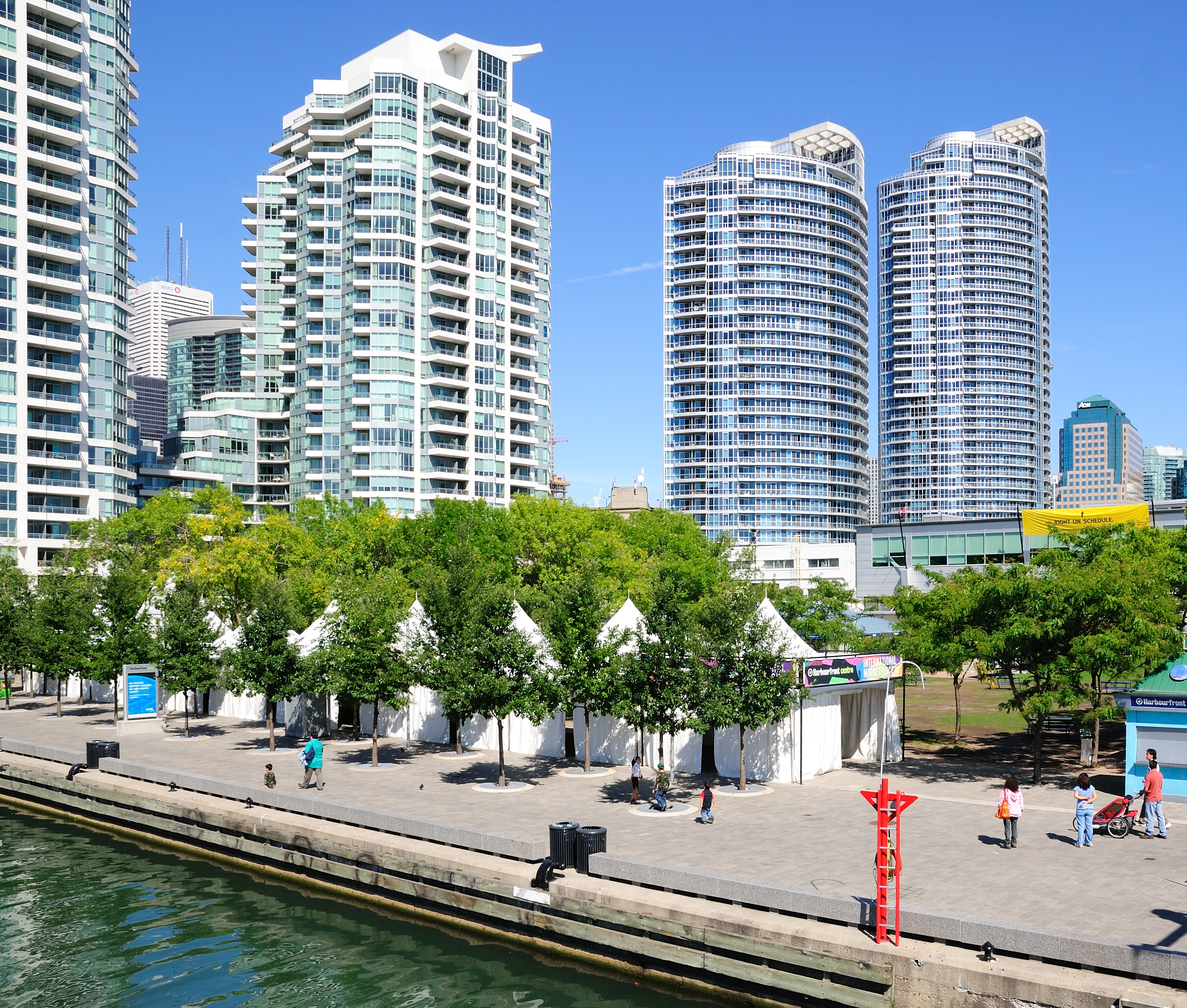
Apartmenthäuser

## Weblink
- Entwicklungsgesellschaft Waterfront